# Луго, Херардо
Херардо Луго Гомес (исп. Gerardo Lugo Gómez; род. 13 марта 1955, Мехико) — мексиканский футболист, полузащитник.

## Карьера

### Клубная карьера
Во взрослом футболе дебютировал в 1974 году за команду «Атланте», в которой играл на протяжении четырёх сезонов.
В 1978 году перешёл в «Крус Асуль». В составе клуба дважды подряд в 1979 и 1980 годах становится чемпионом страны. Всего отыграл за «Крус Асуль» шесть сезонов.
В течение 1984—1985 годов выступал за клуб «Леон», после чего вернулся в родной «Атланте», где и завершил футбольную карьеру.

### Карьера в сборной
В 1978 году дебютировал в официальных матчах в составе национальной сборной Мексики. Участвовал в чемпионате мира 1978 года в Аргентине, где несколько раз выходил на замену.
Всего в составе сборной провёл 8 матчей, забив 2 гола.

## Достижения
«Крус Асуль»
- Чемпион Мексики (2): 1978/79, 1979/80